# ТЭЦ Седльце
ТЭЦ Седльце – теплоэлектроцентраль в одноименном городе на востоке Польши.
В 1975–1984 годах для обеспечения центрального теплоснабжения Седльце на котельной ввели шесть водогрейных котлов, пять из которых относились к типу WR-25 мощностью по 29 МВт, а один — к типу WR-10 с показателем 12 МВт.
В 2002 году площадку преобразовали в теплоэлектроцентраль, установив здесь две газовые турбины Solar Taurus T70 мощностью по 7,3 МВт. Отработанные ими газы поступают в котлы-утилизаторы Alstom, которые производят по 11,2 МВт тепловой энергии.
А в 2012 году ТЭЦ усилили за счет полноценного парогазового блока комбинированного цикла мощностью 36 МВт, перевезенного с площадки обанкротившейся ТЭЦ Стараховице. Он имеет две газовые турбины Solar Titan 130 мощностью по 13,5 МВт, которые через котлы-утилизаторы SES 18,4 T/H-37 питают одну паровую турбину Bohm&Voss MARC4 мощностью 8,2 МВт. Помимо производства электроэнергии, блок поставляет 34 МВт тепловой энергии.
В качестве топлива станция использует природный газ.
Общая электрическая и тепловая мощность ТЭЦ составляют 50,6 МВт и 214 МВт соответственно.
Связь с энергосистемой осуществляется по ЛЭП, рассчитанной на работу под напряжением 110 кВ.